# Arturo Meyer i Matheu
Arturo Meyer Matheu (Xerta, Baix Ebre, 27 de febrer de 1903 - 16 de setembre de 1986) fou un metge català instal·lat durant molts anys a l'Argentina on va ser president del Casal Català de Buenos Aires durant la dècada dels anys 40.
Fill del metge Arturo Meyer Comes (natural de Càlig) i de Mercedes Matheu Mayor. Va estudiar medicina a Barcelona, on es llicencia el 1930 i on més tard va exercir de metge i va militar segons les seves idees catalanistes. Periòdicament anava a Xerta on vivia la seva família.
L'any 1930, durant les festes majors de Xerta va conèixer a Teresa Martí, filla de Martín Martí, xertolí que havia emigrat a l'Argentina i havia fet fortuna. Anys més tard es van casar al país sud americà tot i que mantenien la residència a Barcelona. El 1935, amb la mort del sogre, la parella es traslladà a Buenos Aires. Per tal de convalidar el seu títol de metge, el sr. Meyer hagué de viatjar en diverses ocasions a Bolívia. Quan esclatà la guerra civil a Espanya inicià una campanya d'ajuda als espanyols i catalans que necessitaven exiliar-se a conseqüència de la guerra i l'establiment del règim franquista. Es diu que va acollir a casa seva al mateix Pau Casals o al president Tarradellas i que va arribar a presidir uns anys el Casal Català de Buenos Aires. En aquells temps, va forjar una gran amistat amb diferents catalans i sobretot xertolins que estaven al país sud americà.
A la dècada dels anys setanta, al morir la seva esposa, va retornar al seu poble natal a viure els darrers dies de la seva vida. Durant aquell temps va desenvolupar l'especialitat mèdica de l'acupuntura. Va morir a Xerta el 16 de setembre de 1986.